# Birger Olin
Birger Gerdt Axel Olin, född 3 mars 1911 i Klara församling i Stockholm, död 25 augusti 1980 i Oscars församling i Stockholm, var en svensk militär.
Olin tog officersexamen 1933 och blev samma år fänrik vid Smålands arméartilleriregemente. Han tjänstgjorde därefter vid Karlsborgs luftvärnsregemente, där han 1936 befordrades till löjtnant och 1941 till kapten. Han gick Högre kursen vid Artilleri- och ingenjörhögskolan 1941–1943 och var generalstabsaspirant 1944–1947. Han tjänstgjorde vid Sundsvalls luftvärnskår 1947–1949 och var 1949–1953 lärare vid Artilleri- och ingenjörhögskolan (1951 ombenämnd Artilleri- och ingenjörofficersskolan), under vilken tid han befordrades till major 1952. Åren 1953–1954 tjänstgjorde han vid Stockholms luftvärnsregemente. Han var chef för Försöksavdelningen vid Luftvärnets stridsskola 1955–1957, varpå han 1957 befordrades till överstelöjtnant och var chef för Luftvärnets stridsskola 1957–1964, befordrad till överste 1960. Åren 1964–1971 var han chef för Roslagens luftvärnsregemente.
Birger Olin invaldes 1959 som ledamot av Kungliga Krigsvetenskapsakademien.
Birger Olin var son till livmedikus Oscar Olin och Elin Lundeberg. Han gifte sig 1939 med Ulla Ribbing. De är alla begravda på Norra begravningsplatsen utanför Stockholm.

## Utmärkelser
- Kommendör av första klass av Svärdsorden, 6 juni 1967.[3]